# Dischidia calva
Dischidia calva är en oleanderväxtart som beskrevs av Kerr. Dischidia calva ingår i släktet Dischidia och familjen oleanderväxter. Inga underarter finns listade i Catalogue of Life.